# Lancrans
Lancrans era una comuna francesa que estaba situada en el departamento de Ain, de la región de Auvernia-Ródano-Alpes, que el 1 de enero de 2019 pasó a formar parte de la comuna nueva de Valserhône como comuna delegada.

## Historia
Lancrans formó parte del camino Español (chemin des Espagnols en francés), enclave saboyardo entre el Bugey y el Pays de Gex de 1601 à 1760.
En 1858 esta comuna segregó parte de sus terrenos para la creación de las comunas de Confort y Coupy.

## Demografía
| Gráfica de evolución demográfica de Lancrans entre 1800 y 2018 |
|                                                                |

Los datos demográficos contemplados en este gráfico de la comuna de Lancrans se han cogido de 1800 a 1999 de la página francesa EHESS/Cassini, y los demás datos de la página del INSEE.